# Tappenbeck
Tappenbeck település Németországban, azon belül Alsó-Szászország tartományban. Lakosainak száma 1608 fő (2023. december 31.). Tappenbeck Wolfsburg, Weyhausen, Bokensdorf és Jembke községekkel határos.

## Népesség
A település népességének változása:
| Lakosok száma | 1403 | 1383 | 1384 | 1406 | 1536 | 1570 | 1608 |
|               | 2016 | 2017 | 2018 | 2019 | 2021 | 2022 | 2023 |